# 증도초등학교 전증분교
증도초등학교 전증분교는 전라남도 신안군 증도면 대초리에 있었던 초등학교이다.

## 변천
- 1948년 9월 28일 전증국민학교 개교
- 1983년 2월 15일 병풍도국민학교 화도분교장 편입
- 1984년 3월 1일 병설유치원 인가
- 1991년 3월 1일 특수학급 인가
- 1996년 3월 1일 전증초등학교 명칭 변경
- 1997년 3월 1일 증도초등학교 분교장 격하 편입, 화도분교장 이관
- 2002년 3월 1일 폐교 및 증도초등학교 통폐합